# Marlenheim
Marlenheim là một xã trong tỉnh Bas-Rhin, thuộc vùng Grand Est của nước Pháp, có dân số là 3365 người (thời điểm 1999). Marlenheim là xã cực bắc của Đường rượu vang Alsace (Route des Vins d'Alsace).

## Thông tin nhân khẩu
| 1962  | 1968  | 1975  | 1982  | 1990  | 1999  |
| ----- | ----- | ----- | ----- | ----- | ----- |
| 1.512 | 1.823 | 2.287 | 2.822 | 2.956 | 3.365 |

## Địa điểm tham quan
- Lâu đài Marlenheim (tòa thị chính)